# Antonín Husník (generál)
Antonín Husník (17. listopadu 1921 Plzeň, Československo – 29. března 2011 Plzeň, Česká republika) byl brigádní generál. Patřil mezi první členy československého poválečného výsadkového vojska, byl vězněn nacisty a jako politický vězeň komunisty.

## Životopis

### Mládí
Antonín Husník se narodil rok po svatbě Anně, rozené Malíkové, a Antonínovi Husníkovi. Matka byla v domácnosti, otec pracoval u kriminálky. O sedm let později se narodil bratr Zdeněk. Antonín byl vychováván v duchu otcova vlastenectví, v dětství mu byl velkým vzorem legionář plukovník Josef Jiří Švec. Jako kluk chodil do Sokola i do Skauta, jeho přáním bylo stát se vojákem. Po obecné škole, kde se učil od čtvrté třídy německy, absolvoval měšťanku.

#### Neúspěšný útěk do Francie
Jako student strojní průmyslové školy přemýšlel o vstupu do armády. Ale jeho plány přerušila okupace. V Sokole se dozvěděl, že se ve Francii, v městečku Agde, organizuje československá vojenská zahraniční jednotka. Se dvěma kamarády se pokusili v roce 1940 o útěk z protektorátu „jižní“ cestou (přes Slovensko, Maďarsko a Jugoslávii). Neměli doklady, byli zadrženi v Maďarsku a posláni zpět na Slovensko do Nitry. Zde byli odsouzeni za nezákonné překročení hranice a převezeni do policejní věznice v Bratislavě, kde strávili skoro měsíc. Následně byli předáni gestapu v Hodoníně.

#### Vazba a vězení v Německu
Po krátkém pobytu v kasárnách na Špilberku a ve Strážnici, byl Antonín Husník dopraven do vojenského vyšetřovacího vězení v Berlíně a obviněn z organizování útěku. Soud se konal v Norimberku. Byl odsouzen k tři a půlletému trestu za velezradu. Většinu trestu strávil v saském Waldheimu. Po propuštění z Waldheimu koncem roku 1943 byl znovu zatčen gestapem a vězněn několik měsíců ve věznici na Pankráci.

#### Zájem gestapa
Po propuštění z vězení zajistilo gestapo Husníkovi práci v Praze, ve vysočanské továrně „PEMY – Prager Elektrische Mess-Aparate“, kde se vyráběly sériově malé přístroje, převážně pro zbrojní výrobu. Každý týden docházel na služebnu v Pečkárně. Za měsíc zjistil, že jsou od něho požadovány protiněmecké informace. Pomohli rodiče v Plzni. Se známými vymysleli, jak Husníka zbavit zájmu gestapa. Otec pro syna získal léky. Když si je vzal před návštěvou lékaře, dostal horečku. Vytrhli mu nosní mandli, příště krční mandle. Po několikáté návštěvě byl lékaři poslán na odborné vyšetření do Prahy. Zde získal „diagnózu“, která jej „zbavila“ gestapa. Odešel z Prahy a až do konce války pracoval v lese poblíž Plzně, v Chudenicích.

### Poválce

#### Voják
Antonín Husník po válce vystudoval vojenskou akademii v Hranicích. Generálové Karel Paleček a Rudolf Krzák, kteří působili za války v Londýně, stáli za myšlenkou vytvoření výsadkového vojska. Antonín Husník absolvoval parakurz ve stylu commandos ve Stráži pod Ralskem. Plánoval být pilotem kluzáků, ale zvítězil motorismus. Byl přijat do kurzu pro náčelníky štábů motorizovaných útvarů. Nezapojoval se do politického dění, chtěl být nestranným vojákem.
V únoru 1948, ještě neměl dokončený kurz v Nitře, jehož součástí byl výcvik v Mimoni, byl převelen do Čáslavi. Zde se oženil a v létě roku 1950 se Husníkovým narodila dcera.

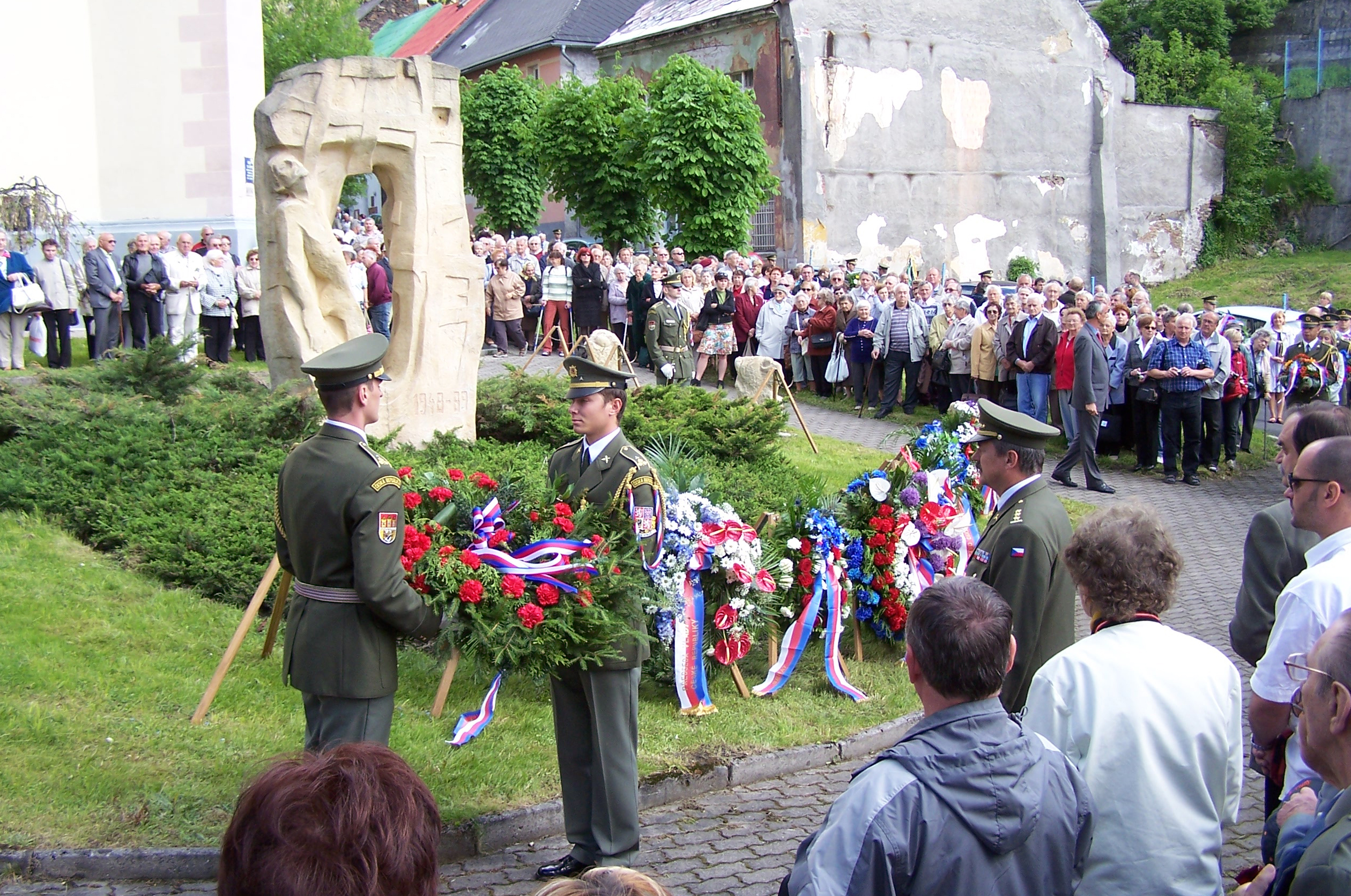
Vzpomínkové setkaní „Jáchymovské peklo“ v roce 2009

#### Komunistické vězení
V létě roku 1950, právě když byla manželka v porodnici, byl Antonín Husník z výcvikového tábora v Mimoni převezen do Prahy a zatčen. Bylo známo, že nesouhlasí s režimem. Několik měsíců byl vyšetřován a týrán. Údajně pomohl kamarádovi utéct za hranice. Za „velezradu“ byl odsouzen na třináct let vězení.
V pracovních táborech strávil osm let. Pracoval na Jáchymovsku na „věži smrti“ s koncentrovanou rudou, žádná opatření proti radioaktivnímu záření neexistovala. V roce 1954 byl převezen do Leopoldova, kde strávil rok a následně byl převezen do Valdic. Podmíněně byl propuštěn v roce 1958. Vrátil se domů k manželce a dceři, které bylo již osm let a nikdy tátu neviděla.

### Rehabilitace a ocenění
Antonín Husník byl rehabilitován v roce 1970. Do důchodu pracoval ve Škodovce v Plzni jako dělník. Po roce 1990 se dočkal plné rehabilitace. V rámci Konfederace politických vězňů se účastnil besed na školách po celé republice.
V roce 1997 získal české státní vyznamenání: Medaili Za zásluhy I. stupně jako plukovník v. v.
V roce 1995 udělil primátor Plzně Antonínu Husníkovi historickou pečeť města.
V roce 2001 byl povýšen do hodnosti brigádního generála.
Generál v. v. Antonín Husník zemřel 29. března 2011. Rozloučení s vojenskými poctami proběhlo v Katedrále sv. Bartoloměje v Plzni. Dne 11. dubna 2011 vysílala Česká televize v rámci cyklu Neznámí hrdinové filmový portrét generála Husníka.

## Vyznamenání
- Medaile Za zásluhy – I. stupeň
- Pamětní odznak druhého národního odboje
- Pamětní kříž Za věrnost 1939–1945[7]
- Záslužný kříž ministra obrany České republiky, II. třídy
- Záslužný kříž ministra obrany České republiky, III. třídy
- Čestný pamětní odznak k 60. výročí ukončení 2. světové války[8]
- Pamětní medaile ČsOL „1914–1918 / 1939–1945“[9]